# 圣皮埃尔昂瓦勒
圣皮埃尔昂瓦勒（法語：Saint-Pierre-en-Val，法語發音：[sɛ̃ pjɛʁ ɑ̃ val]）是法国滨海塞纳省的一个市镇，属于迪耶普区。

## 地理
圣皮埃尔昂瓦勒（50°1'17"N, 1°26'49"E）面积7.73 平方千米，位于法国诺曼底大区滨海塞纳省，该省份为法国北部沿海省份，其西部及北部濒大西洋英吉利海峡，东起顺时针与索姆省、瓦兹省、厄尔省和卡爾瓦多斯省接壤。
与圣皮埃尔昂瓦勒接壤的市镇（或旧市镇、城区）包括：巴罗梅尼勒、厄镇。

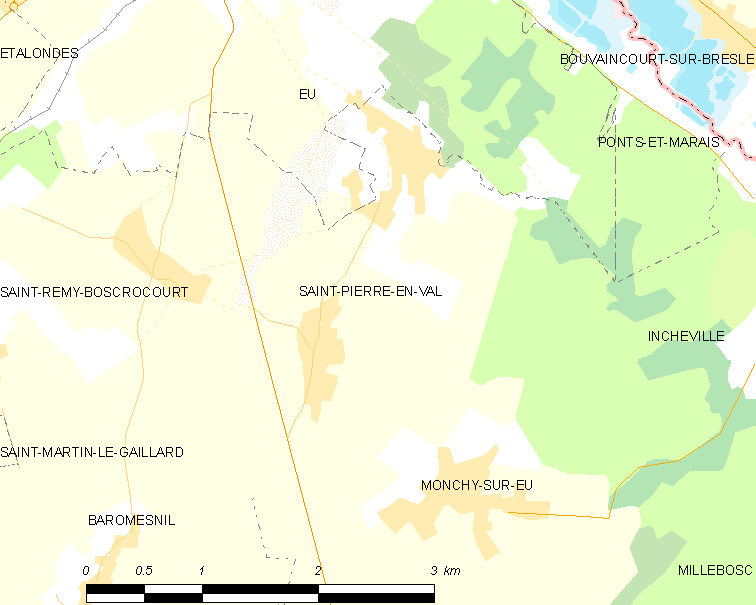
圣皮埃尔昂瓦勒的OSM定位图

圣皮埃尔昂瓦勒的时区为UTC+01:00、UTC+02:00（夏令时）。

## 行政
圣皮埃尔昂瓦勒的邮政编码为76260，INSEE市镇编码为76638。

## 政治
圣皮埃尔昂瓦勒所属的省级选区为厄镇县。

## 人口

1962-2008年间圣皮埃尔昂瓦勒人口变化图示

圣皮埃尔昂瓦勒于2022年1月1日时的人口数量为1091人。